# Eleição municipal de Santa Rita em 2016
A eleição municipal da cidade brasileira de Santa Rita em 2016 ocorreu em 2 de outubro para eleger um prefeito, um vice-prefeito e 19 vereadores para a administração municipal. O prefeito titular Netinho de Várzea Nova, do PR, decidiu não concorrer a um novo mandato.
Cinco candidatos disputaram a prefeitura municipal, tendo como vencedor Emerson Panta, do PSDB, que recebeu 51.037 votos, enquanto o rival mais próximo, Zé Paulo (PSB), teve 16.989 sufrágios.

## Legislação eleitoral
As convenções partidárias para a escolha dos candidatos ocorreram entre 20 de julho e 5 de agosto.
Segundo a lei eleitoral em vigor, o sistema de dois turnos - caso o candidato mais votado recebesse menos de 50% +1 dos votos - está disponível apenas em cidades com mais de 200 mil eleitores. Nas cidades onde houver segundo turno, a propaganda eleitoral gratuita voltará a ser exibida em 15 de outubro e terminará em 28 de outubro.

## Candidaturas
| Nº | Candidato         | Partido | Candidato a vice      | Cargos relevantes ou profissão                      | Coligação | Tempo de horário eleitoral |
| -- | ----------------- | ------- | --------------------- | --------------------------------------------------- | --- | -------------------------- |
| 16 | Luiz do Biscoito  | PSTU    | Arilson Silva (PSTU)  | Vendedor                                            | Partido isolado |                            |
| 20 | Flaviano Quinto   | PSC     | Carlão (PSL)          | Administrador de empresas                           | Partido isolado |                            |
| 40 | Zé Paulo          | PSB     | Dr. Juca (DEM)        | Deputado estadual (2014–2018), Vereador (2009–2012) | "Pra Santa Rita Avançar" (PSB, PRB, PP, PDT, PT, PTB, PMDB, PSL, PPS, DEM, PSDC, PHS, PMB, PV, PEN, PCdoB, PTdoB e SD) |                            |
| 45 | Dr. Emerson Panta | PSDB    | Carimbó (PRP)         | Médico                                              | "Construindo uma Nova Santa Rita" (PSDB, PRP, REDE, PTN, PMN, PSD e PROS)                                              |                            |
| 50 | Professor Valdir  | PSOL    | Marina Targino (PSOL) | Professor e escritor                                | Partido isolado |                            |

## Desistências
O candidato Flaviano Quinto (PSC) anunciou, no dia 17 de setembro, a desistência de sua candidatura à Prefeitura de Santa Rita, passando a apoiar Zé Paulo (PSB). Mesmo assim, recebeu 68 votos (0,09%), ficando em último lugar.

## Resultados

### Primeiro Turno[7]
| Candidato(a)             | Vice                  | 1º Turno 2 de outubro de 2016 | 1º Turno 2 de outubro de 2016 |
| Candidato(a)             | Vice                  | Votação                       | Votação                       |
| Total                    | Porcentagem           | Total                         | Porcentagem                   |
| ------------------------ | --------------------- | ----------------------------- | ----------------------------- |
| Dr. Emerson Panta (PSDB) | Carimbó (PRP)         | 51.037                        | 70,16%                        |
| Zé Paulo (PSB)           | Dr. Juca (DEM)        | 16.989                        | 23,35%                        |
| Professor Valdir (PSOL)  | Marina Targino (PSOL) | 3.463                         | 4,76%                         |
| Luiz do Biscoito (PSTU)  | Arlison Silva (PSTU)  | 1.189                         | 1,63%                         |
| Flaviano Quinto (PSC)    | Carlão (PSC)          | 68                            | 0,09%                         |
| Votos em branco          | Votos em branco       | 2.957                         | 3,59%                         |
| Votos nulos              | Votos nulos           | 6.642                         | 8,07%                         |
| Total                    | Total                 | 247.816                       |                               |
| Abstenções               | Abstenções            | 6.332                         | 7,14%                         |
| Votos apurados           | Votos apurados        | 82.345                        | 100,00%                       |
| Total de eleitores       | Total de eleitores    | 88.677                        |                               |

| Partido | Partido | Candidato         | Votos  | Votos (%) |
| ------- | ------- | ----------------- | ------ | --------- |
|         | PSDB    | Dr. Emerson Panta | 51 037 | 70,16%    |
|         | PSB     | Zé Paulo          | 16 989 | 23,35%    |
|         | PSOL    | Professor Valdir  | 3 463  | 4,76%     |
|         | PSTU    | Luiz do Biscoito  | 1 189  | 1,63%     |
|         | PSC     | Flaviano Quinto   | 68     | 0,09%     |
| Totais  | Totais  | Totais            | 72 746 |           |

## Vereadores eleitos
| Candidato eleito        | Partido | Votação | Porcentagem | Cidade onde nasceu | Unidade federativa |
| Rosa do Vaqueiro        | PCdoB   | 1.527   | 2,03%       | Mogeiro            | Paraíba            |
| Saulo                   | PTN     | 1.518   | 2,02%       | Santa Rita         | Paraíba            |
| Ivonete                 | PSD     | 1.413   | 1,88%       | Santa Rita         | Paraíba            |
| Bruno                   | PR      | 1.335   | 1,77%       | Santa Rita         | Paraíba            |
| Anésio Miranda          | PSB     | 1.306   | 1,73%       | Santa Rita         | Paraíba            |
| Carlos Pereira Júnior   | PSB     | 1.222   | 1,62%       | João Pessoa        | Paraíba            |
| Peixoto                 | PCdoB   | 1.219   | 1,62%       | Santa Rita         | Paraíba            |
| Queiroga                | PTN     | 1.198   | 1,59%       | João Pessoa        | Paraíba            |
| Farias                  | PCdoB   | 1.180   | 1,56%       | Santa Rita         | Paraíba            |
| Flávio                  | PSD     | 1.174   | 1,56%       | Santa Rita         | Paraíba            |
| Vanda de Olavo          | PTdoB   | 1.119   | 1,33%       | Santa Rita         | Paraíba            |
| Cícero Medeiros         | PRB     | 963     | 1,33%       | Santa Rita         | Paraíba            |
| Sérgio Confecções       | PSDB    | 926     | 1,23%       | Santa Rita         | Paraíba            |
| Josa da Galinha         | PRB     | 894     | 1,19%       | Santa Rita         | Paraíba            |
| Gil's Bar               | PSDB    | 843     | 1,12%       | Santa Rita         | Paraíba            |
| Galego do Boa Vista     | PSL     | 747     | 0,99%       | Santa Rita         | Paraíba            |
| João Grandão            | PRTB    | 586     | 0,78%       | Cuité              | Paraíba            |
| Sebastião do Sindicato  | PRB     | 550     | 0,73%       | Aroeiras           | Paraíba            |
| Diocélio de Várzea Nova | PSL     | 533     | 0,71%       | Santa Rita         | Paraíba            |